# Выползово (Ленинградская область)
Выползово — деревня в Доможировском сельском поселении Лодейнопольского района Ленинградской области.

## История

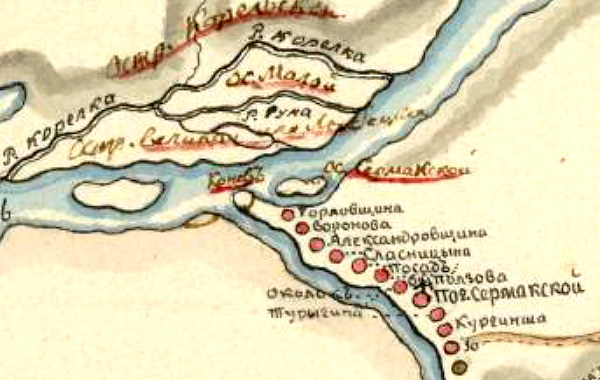
Деревня Выползова на плане 1818 года

На картах Санкт-Петербургской губернии Ф. Ф. Шуберта 1834 и 1844 годов упоминается деревня Выползово, состоящая из 39 крестьянских дворов.

ВЫПОЛЗОВО (КРИВОЕ КОЛЬЦО) — деревня при реке Ояти, число дворов — 23, число жителей: 57 м. п., 58 ж. п. (1879 год)

Сборник Центрального статистического комитета описывал её так:

ВЫПОЛЗОВА — деревня деревня бывшая государственная при реке Ояти, дворов — 22, жителей — 108; лавка. (1885 год)

Деревня относилась к Каномской волости Лодейнопольского уезда Олонецкой губернии.

ВЫПОЛЗОВА — деревня при реке Ояти, население крестьянское: домов — 25, семей — 25, мужчин — 33, женщин — 44, всего — 77; некрестьянское: нет; лошадей — 13, коров — 26, прочего — 21. (1905 год) 

В конце XIX — начале XX века деревня административно относилась к Заостровской волости 1-го стана Лодейнопольского уезда Олонецкой губернии.
По данным 1933 года деревня Выползово входила в состав Сермакского сельсовета Пашского района.

Деревня Выползово на карте РККА 1940 года

На карте РККА 1940 года деревня Выползово обозначена как безымянный населённый пункт к северу и смежно с деревней Околок.
По данным 1966 и 1973 годов деревня Выползово входила в состав Доможировского сельсовета Волховского района.
По данным 1990 года деревня Выползово входила в состав Доможировского сельсовета Лодейнопольского района.
В 1997 году в деревне Выползово Доможировской волости проживали 13 человек, в 2002 году — 30 человек (русские — 97 %).
С 1 января 2006 года в составе Вахновакарского сельского поселения.
В 2007 году в деревне Выползово Вахновокарского СП проживали 11 человек, в 2010 году — 14 человек.
С 2012 года в составе Доможировского сельского поселения.

## География
Деревня расположена в западной части района к западу от автодороги Р21 (E 105) «Кола» (Санкт-Петербург — Петрозаводск — Мурманск).
Расстояние до административного центра поселения — 3,5 км.
Расстояние до ближайшей железнодорожной станции Оять-Волховстроевский — 7 км.
Деревня находится на правом берегу реки Оять.

## Демография
| 1879 | 1885 | 1905 | 1997 | 2007 | 2010 | 2014 |
| ---- | ---- | ---- | ---- | ---- | ---- | ---- |
| 115  | ↘108 | ↘77  | ↘13  | ↘11  | ↗14  | ↘12  |
| 2017 |      |      |      |      |      |      |
| ↘11  |      |      |      |      |      |      |

### Национальный состав
Согласно данным Всероссийской переписи населения 2021 года в деревне проживали 9 человек, все русские.

## Инфраструктура
По данным администрации Доможировского сельского поселения:
- на 1 января 2014 года в деревне было зарегистрировано 8 домохозяйств и 15 жителей[21].
- на 1 января 2021 года в деревне было зарегистрировано 4 домохозяйства и 7 жителей[22].